# Sotileza

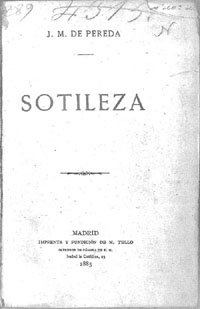
Portada de la primera edición de Sotileza

Sotileza es una novela costumbrista del escritor cántabro José María de Pereda publicada por primera vez en 1885.
La novela se desarrolla en el Santander marinero de mediados del siglo XIX. Su autor, al escribirla, se propone dos objetivos:
- describir la vida en tierra de las familias marineras más humildes, en un momento en que su modo de vida está desapareciendo;[2]
- encarnar esta descripción en un conjunto de personajes peculiares entre los que sobresale la protagonista, Sotileza, apodo que recibe una joven huérfana al ser acogida por un matrimonio de marineros sin hijos.

La novela está plagada de referencias locales a un Santander ya desaparecido e intenta conservar un vocabulario marinero en buena parte perdido, hasta el punto de que el autor consideró necesario insertar un glosario al final del libro para hacer comprensible el texto. Contiene elementos autobiográficos y el personaje Andrés parece reflejar a Pereda de joven.
La novela fue bien recibida por la crítica, y especialmente por la ciudad de Santander, dedicataria de la novela en el prólogo, cuyos personajes, de construcción lograda, dan nombre a calles y lugares. Se la considera una de las obras más importantes de la producción de Pereda.

## Personajes

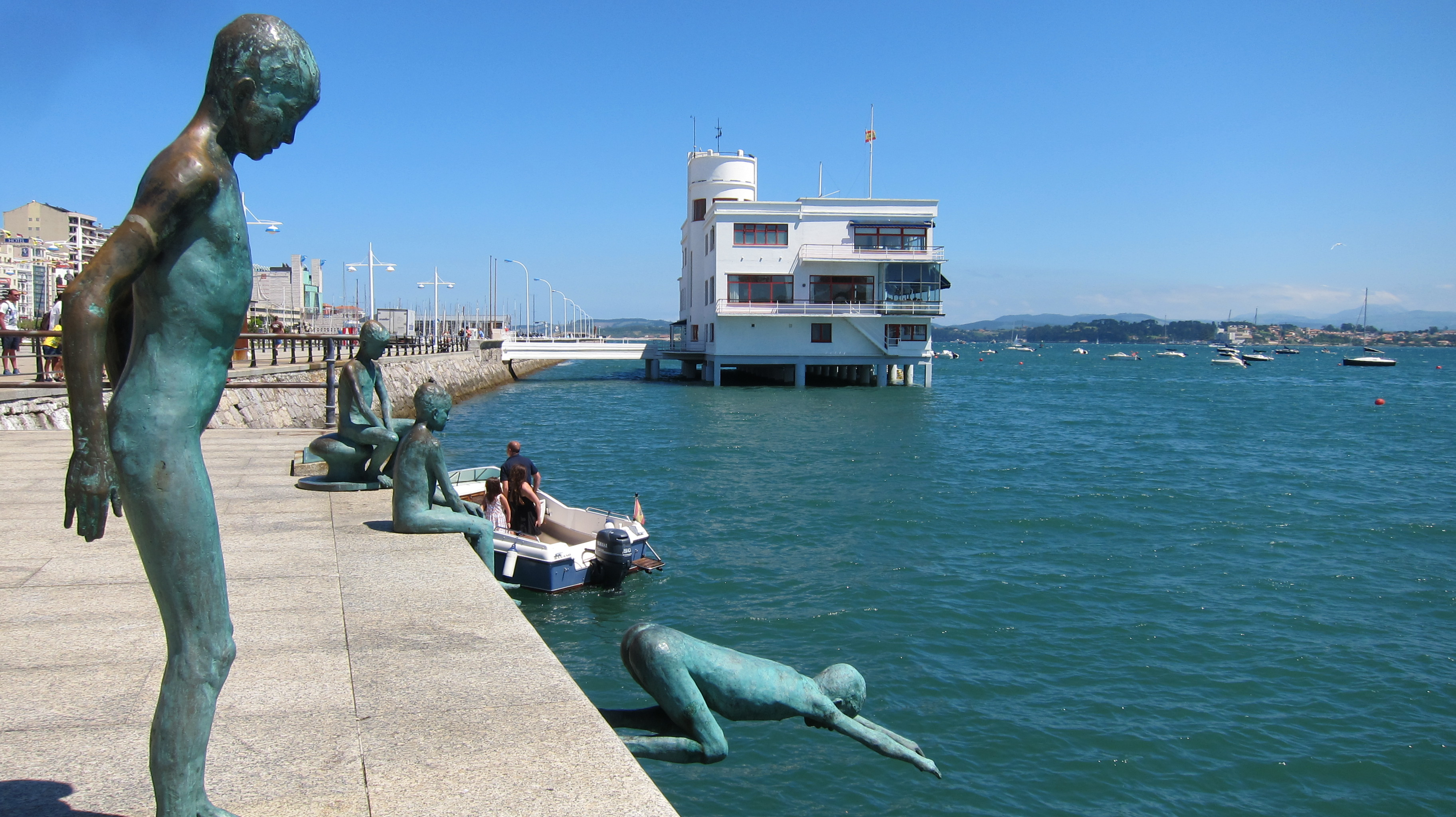
Monumento a los raqueros en el puerto de Santander.

- Los «raqueros». Se presentan al principio como rapaces o niños sueltos, prácticamente sin familia, viviendo en un estado asilvestrado en torno a los muelles. A lo largo de la novela van creciendo y madurando. Sus nombres son Muergo, Silda, Surbia, Sula, Cole, Guarín y Toletes.

Los dos primeros son protagonistas principales de la novela. Muergo, semi-abandonado por una madre que apenas lo atiende, es el más tosco y embrutecido. Silda, huérfana, vive con la familia Mocejón —que la maltrata— hasta que es acogida por una nueva familia, la de la bodega, que le da el apodo de Sotileza.
- El padre Apolinar es un personaje con base real.[9] Fraile exclaustrado por los efectos de la desamortización de Mendizábal, ejerce su apostolado en los barrios marineros y se encarga de atender como puede a la educación de los raqueros. Fue él quien colocó a Silda en la familia Mocejón y será también él quien la reubique en la familia de la bodega.

- La familia Mocejón (alias los de arriba). Familia muy humilde de pescadores, vive en el quinto piso de una casa de la calle Alta. El tío Mocejón es el padre, la Sargüeta, la madre; Carpia y Cleto son hija e hijo.

El ambiente familiar es brutal hasta lo caricaturesco: Sargüeta y Carpia destacan por su habla cáustica y Mocejón por su mezquindad. El único que se salva es el hijo varón, Cleto —otro de los protagonistas principales de la novela—, que es serio, sensible y trabajador, aunque no se entienda muy bien de dónde ha sacado esas cualidades.
La familia, gracias a los oficios del padre Apolinar, acoge a la huérfana Silda. Pero la tratan mal y la golpean con frecuencia. Silda termina por escaparse, se niega a volver a esa casa y prefiere vivir entre las barcas la vida libre y desarraigada de los raqueros.
- La familia de la bodega (alias los de abajo), formada por el tío Mechelín y la tía Sidora, sin hijos, aunque tienen por sobrino a Muergo. Viven en la misma casa que la familia Mocejón pero en la bodega o planta baja. Como vecinos, conocen perfectamente el maltrato que recibe Silda.

Ante la frustración del padre Apolinar que no logra que los Mocejón cambien su actitud, se ofrecen a acoger a la huérfana. En esa casa, Silda, a la que empiezan a llamar Sotileza, crece en un ambiente de paz y cariño y comienza a desarrollar buenas cualidades, descuidando su amistad con los raqueros, aunque siga manteniendo una cierta debilidad por Muergo.
- La familia del capitán de la Montañesa. La forman Pedro Colindres, alias Bitadura —marino y capitán del barco Montañesa, habitual en la travesía entre Santander y la Habana—, su mujer Andrea (la capitana) y su hijo Andrés, protagonista principal de la novela.

Esta familia representa la clase media trabajadora de Santander, ligada al mar pero no a la pesca, y residente en un barrio urbano que no pertenece a ninguno de los humildes Cabildos de Abajo o de Arriba.
Andrés es un poco mayor que los raqueros pero se recrea en jugar con ellos y dedicarse a la pesca menor por diversión. De joven, es quien lleva a Silda al padre Apolinar, al enterarse de que no quiere volver a casa de los Mocejón. Su padre quiere hacerlo marino como él, pero su madre conspira contra esa profesión tan llena de incertidumbres y peligros y Andrés termina dedicándose al comercio en el escritorio del armador de su padre.
Aunque enamorado del mar y amigo de Silda y de los raqueros, Andrés no pertenece al mundo de los mareantes. Para los pescadores de la novela es claramente un «señorito» y para Sotileza un «c...tintas».
- La familia del armador de la Montañesa. Está formada por D. Venancio Liencres, rico comerciante y armador de la Montañesa y, por tanto, el patrón de su capitán, Bitadura, a quien convence para que aleje a su hijo Andrés de la azarosa vida del mar y le dedique al comercio, y para ello le da un puesto en sus oficinas.

Su mujer —cuyo nombre nunca se cita en la novela—, típica mujer clase media acomodada, todo vanidad y apariencias.
Su hija Luisa, educada para ser señoritinga, según las aspiraciones y modelo de su madre, pero que a lo largo de la novela muestra su carácter y su buen tino, ennoviándonse al final con Andrés.
Su hijo Tolín (Antolín), compañero de colegio y muy amigo de Andrés, con quien comparte atril en el escritorio de su padre.
- Otros personajes menores pero que dan color a la novela son: Reñales, patrón del Cabildo de Abajo, en cuya lancha se embarca Andrés y sufre las embestidas de la galerna; Colo, joven pescador amigo de Andrés, a quien su tío don Lorenzo, el cura loco de la calle Alta, hace estudiar latín a coscorrones; El Sobano, Alcalde de mar, preside las reuniones del Cabido de Arriba, donde tiene que lidiar con Mocejón acerca del estipendio a recibir por tener recogida a Silda.

Los protagonistas de la novela son claramente cuatro: Silda/Sotileza y sus tres pretendientes: Muergo, Andrés y Cleto. Y además la población marinera y pescadora de un Santander mucho más pequeño que el actual.

## Argumento

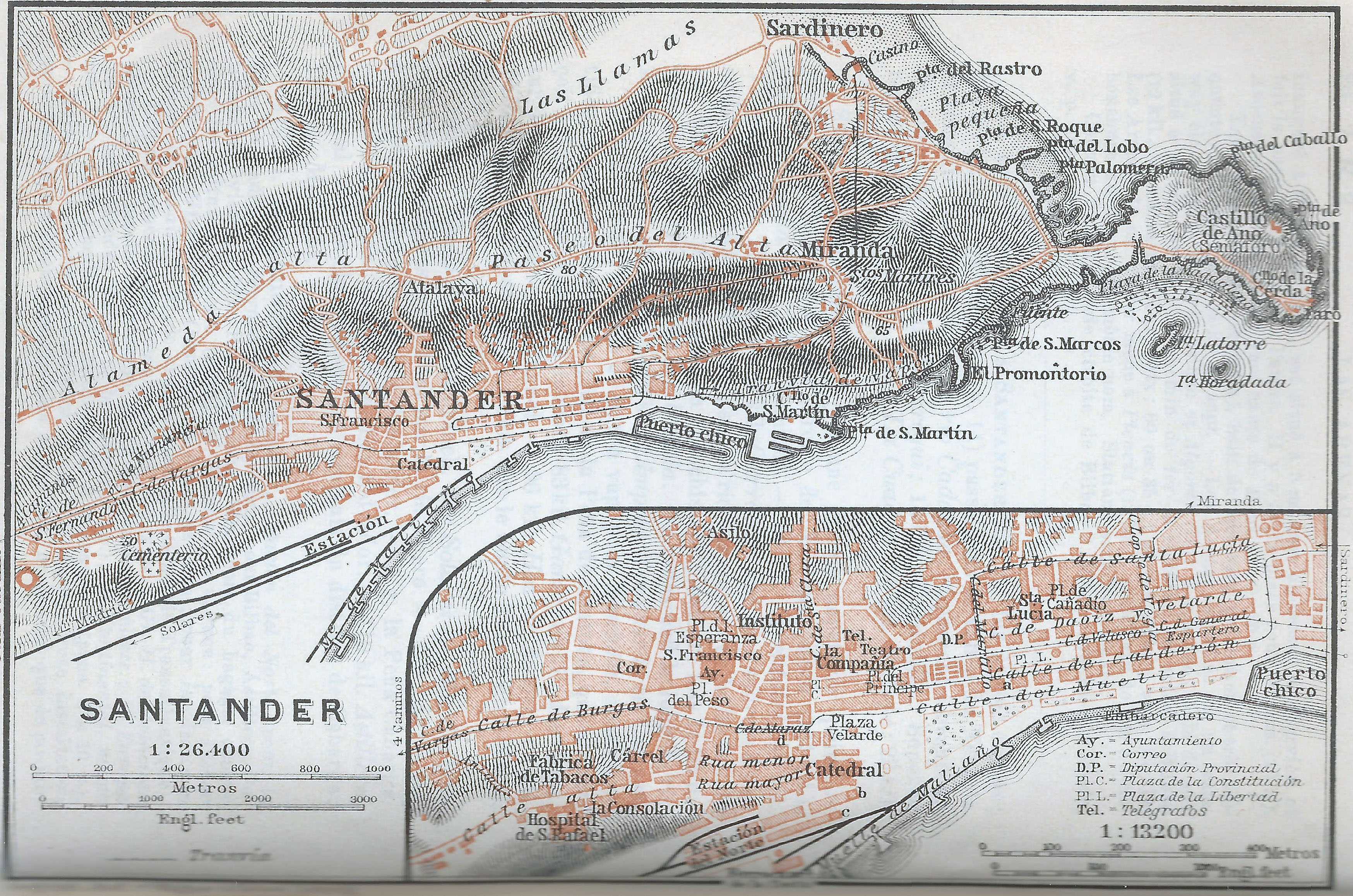
Mapa de Santander en 1908, donde se aprecia la situación del puerto, del muelle y de la calle Alta.

Durante la redacción Pereda se lamenta de que apenas tiene argumento para una novela que avanza y avanza en descripciones pero que resulta flaca de acción. Pero, al final, logra enhebrar una trama suficiente, y conseguida, en torno a la figura de Sotileza. Esta trama se desarrolla en dos tiempos: el de la niñez de los protagonistas (cuando son «crisálidas»), y el del final de su adolescencia y entrada en la madurez (son ya «mariposas»).

### Fase «crisálidas»
Silda Mules es una niña huérfana, hija de un pescador muerto en un naufragio. Vive en uno de los barrios de pescadores de Santander, en la calle Alta, del Cabildo de Arriba (hay otro Cabildo de pescadores, el de Abajo). 
Estaba recogida en casa de una sórdida familia que la maltrataba y esclavizaba. El padre, el tío Mocejón, es un pescador insensible, que va a lo suyo. La madre y la hermana, sardineras, son envidiosas y maldicientes. El hijo, Cleto, también pescador, tiene un corazón honrado y noble y no las soporta.
Silda, huyendo de los golpes que recibe, se escapa. La encuentra Andrés Colindres, hijo del capitán del navío la Montañesa, D. Pedro Colindres, Bitadura. Andrés es un muchacho de clase media que se mezcla con los «raqueros», niños semi-abandonados, raterillos del puerto. Entre ellos está Muergo, monstruo de fealdad, a quien Silda siempre mostrará afecto por haberla salvado de morir ahogada en la Maruca.
Andrés moviliza al padre Apolinar, quien hace que Silda sea acogida en una nueva casa, situada en la bodega o planta baja del mismo edificio donde vive la familia Mocejón. La nueva familia la forman el tío Mechelin y la tía Sidora, buenas gentes de la mar que, además, la acogen no por el dinero que paga, cuando paga, el Cabildo por mantener a la muchacha. Ahora es querida y bien tratada y ella responde en la misma moneda. 

### Fase «mariposas»
Transcurren los años y, ya pasada la pubertad, encontramos de nuevo a los protagonistas.  La madre de Andrés, Andrea, quiere para su hijo un futuro alejado de los peligros del mundo de la mar y busca para él una ocupación en el despacho de don Venancio Liencres, comerciante y armador, quien lo pone a trabajar, como escribiente, junto con su propio hijo, Tolín. De este modo Andrés entra en contacto con la familia de su jefe y conoce a su hija Luisa quien, en silencio, se prenda de él.

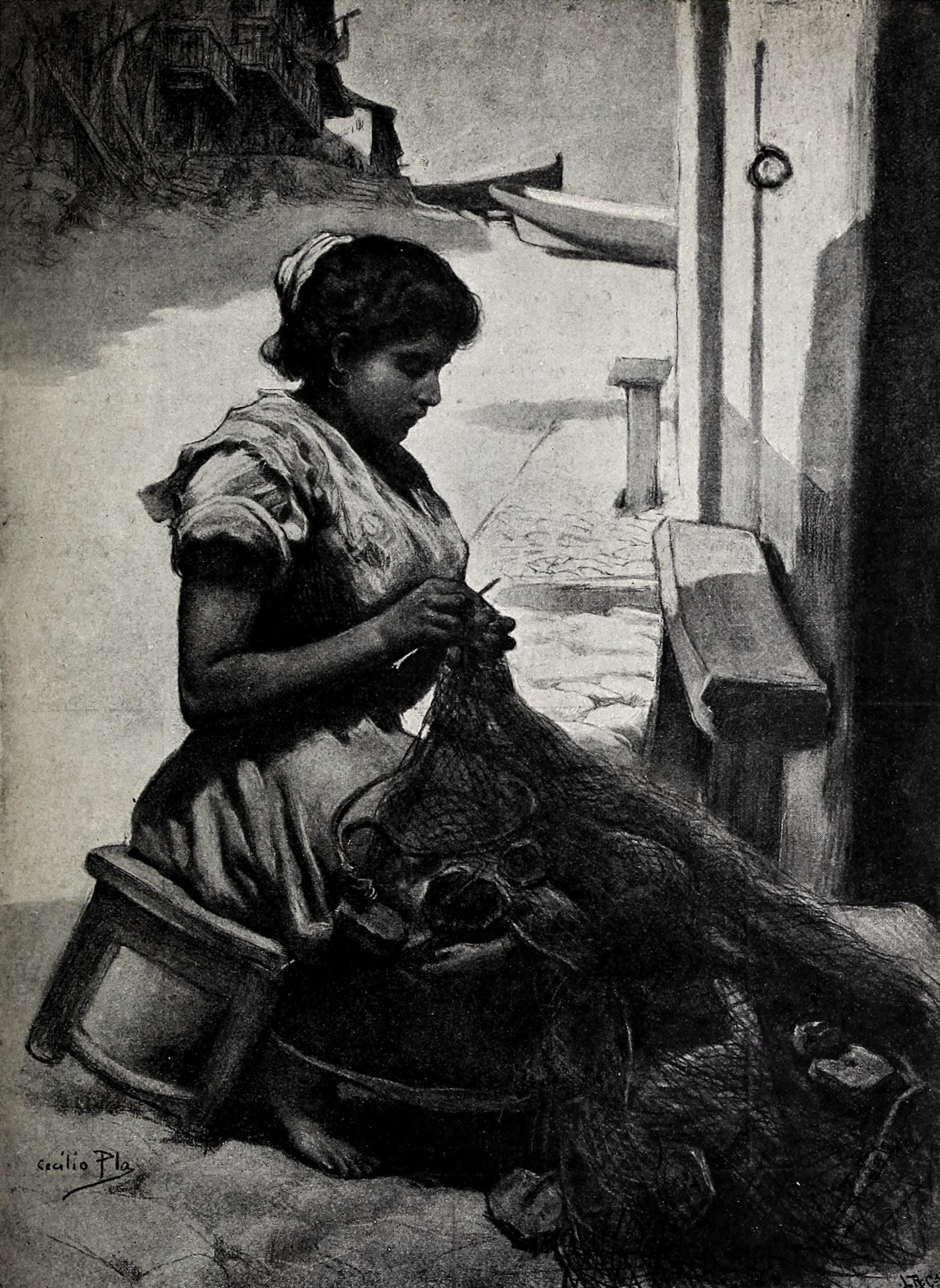
Sotileza en una ilustración de Cecilio Pla

Por su parte, Silda es ahora una muchacha lozana y saludable, además de buena y sensata. Se la conoce por el nombre de Sotileza, --la parte más fina del aparejo--, en alusión a sus cualidades. 
La pretenden Cleto, el hijo de los Mocejón, a quien Sotileza, ajena al resentimiento, una vez cosió un botón de sus calzones pese a que días antes había sido dolorosamente empujada por él. Cleto, consciente de la familia de donde proviene y corto de expresión, consulta con Andrés y con el padre Apolinar antes de decidirse a visitarla y declarar su intención de casarse con ella. Sotileza le rechaza.
También la pretende, de un modo muy tosco, Muergo, que la visita con alguna frecuencia por ser sobrino de la familia de la bodega. Aunque Sotileza le mira bien, no le admite sus intentos de propasarse. 
También la desea el propio Andrés, que sigue cultivando su amistad desde que eran niños. La visita con frecuencia en la casa de la bodega, a cuya familia él y su padre hacen diversos favores, en especial la donación de una lancha al tío Mechelín para que ya no dependa de otros patrones. Pero cuando Andrés se insinúa a Sotileza, esta le para los pies, aunque se nota que él no le es indiferente.
Un día que Andrés la visita, la mujer y la hija de Mocejón, resentidas y envidiosas de Sotileza, encierran a ambos cuando están solos en la casa de la bodega y dan voces al pregonero con el fin provocar un escándalo y manchar la impoluta reputación de Sotileza. Las sardineras tratan de hacer ver que la familia de la bodega está «vendiendo» a Sotileza como pago de la lancha recibida. Este escándalo traerá diversas consecuencias:
- Andrés choca con sus padres, especialmente con su madre, que le acusa de dejarse arrastrar por una pelandusca de la Calle Alta. Andrés se va de casa.

- El padre se dirige a la bodega, donde hay tristeza por la honra y fama perdida por Sotileza y resentimiento contra las sardineras Mocejón. En la quinta planta, Cleto, indignado por la encerrona, golpea a su hermana y casi lo hace a su madre, y también se va de casa. Trata de disculparse toscamente ante Sotileza por la conducta de su familia sin conseguirlo plenamente. Llega el padre de Andrés a pedir explicaciones. Se convence de que todo ha sido una confabulación de las Mocejón y promete movilizar a la justicia contra ellas, que terminarán en la cárcel. Además obtiene una firme declaración de Sotileza de que no pretende a su hijo Andrés, de que sabe cuál es su lugar y cuál es la distancia insalvable que la separa a ella, una simple pescadora, de la acomodada familia Colindres.

- Andrés, huido de casa y paseando sin rumbo, termina en la Zanguina, la taberna del Cabido de Abajo. Allá se topa con Reñales, viejo conocido y patrón de una lancha, que se lamenta de la falta de brazos sobrevenida por culpa de la reciente leva para el servicio militar en la Armada dejando sin jóvenes a los barrios de pescadores. Andrés, resentido con su familia, no quiere volver a su casa y decide enrolarse en la lancha de Reñales para salir con él a la pesca de la merluza a la mañana siguiente. Pasa la noche en la Zanguina donde también duerme un borracho Muergo, afectado también por la leva.[15]

- Mientras, la madre de Andrés ha ido en busca de ayuda a D. Vicente Liencres, a quien informa de lo sucedido en la casa de la bodega. Este, a su vez, lo cuenta a su familia. La noticia casi produce un soponcio a la hija, Luisa, que, en secreto, moviliza a su hermano Tolín para que, haciendo uso de sus buenas relaciones con Andrés, reproche a este sus amistades fuera de su clase social, le abra los ojos y le haga volverse hacia ella de una vez, que lleva tiempo esperando en silencio a que se le ocurra.

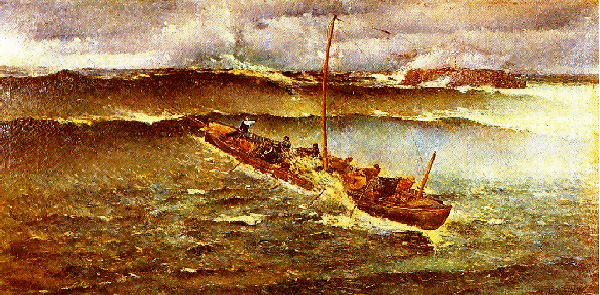
Cuadro de Fernando Pérez de Camino, regalado a Pereda. Ilustra la salvación del barco de Reñales que pilota Andrés.

De madrugada salen las lanchas a pescar pero sobreviene una terrible galerna (posiblemente inspirada en la conocida como Galerna del Sábado de Gloria que aconteció el 20 de abril de 1878) que las pone en serio peligro. La lancha en la que está embarcado Muergo naufraga, y Muergo muere. En la lancha en la que está Andrés, el patrón, Reñales, cae herido tras recibir un golpe en la cabeza. Andrés toma el timón y con el esfuerzo y valor de los remeros logra que la lancha entre en puerto ante la mirada angustiada de su padre y de toda la muchedumbre congregada. 
La aventura de la galerna provoca la reconciliación de Andrés con su familia. Andrés ya no vuelve por la bodega y Sotileza, empujada por el padre Apolinar y ante la enfermedad de tío Mechelín, decide aceptar la promesa de matrimonio de Cleto, justo cuando parte para la leva. Y con la imagen de Andrés "ennoviado" con Luisa termina la novela.

## Lugares y situaciones
Que Sotileza es una novela costumbrista dedicada a preservar la memoria del pasado se deja ver por el mimo con que Pereda pinta los lugares y se recrea en describir las situaciones. Algunas de sus pinceladas más destacables son:

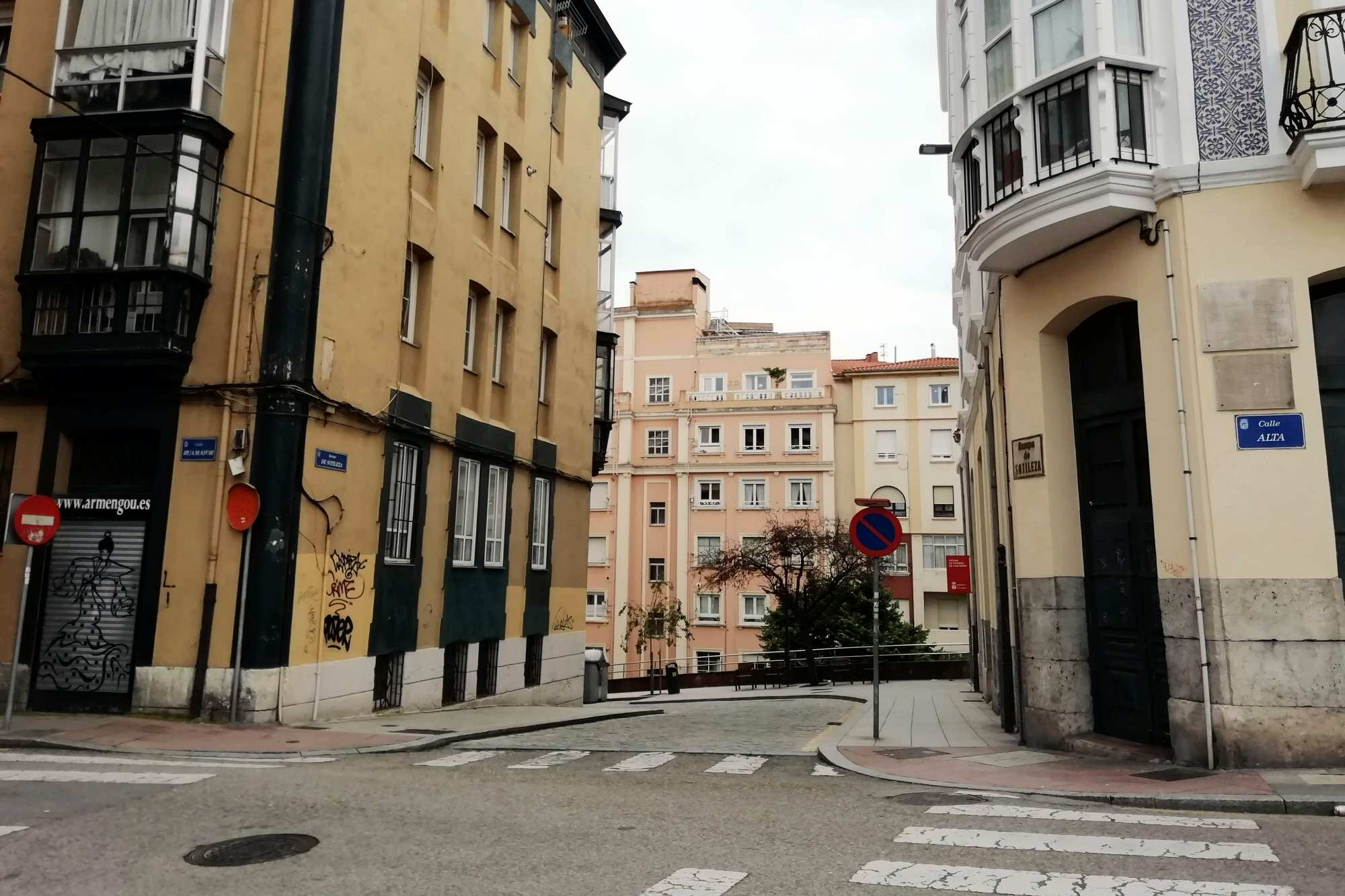
Aspecto actual del lugar donde se celebra la reunión del cabildo en el cap. VI de la novela: Rúa Mayor (izq.); Calle Alta (dcha.); arranque de la Rampa de Sotileza (centro).

- La rememoración de La Maruca, el Muelle-Anaos, San Martín, el Merlón, el Muelluco, las Quebrantas, la Dársena, la caleta del Caballo, el Sardinero, el cabo Mayor. Todos ellos representan los lugares donde tierra y mar se juntan, donde los raqueros viven y la gente del mar trabaja.

- La descripción de la calle Alta, eje del Cabildo de Arriba, así como de las calles que forman el Cabildo de Abajo (calles de la Mar, del Arrabal y del Medio), con sus tabernas marineras como polos de atracción, la del tío Sevilla para el Cabildo de Arriba y la Zanguina para el de Abajo. Sin embargo, no aparecen apenas las calles del Santander urbano, el de la clases medias y acomodadas,[16] sino solo menciones de pasada al teatro y al casino.

- Varias menciones dedica Pereda a la descripción de la mísera vida de los pescadores, que solo viven de lo que pescan y venden cuando el estado de la mar les deja, que tienen que dejar vacías sus lanchas cada tarde y llevar todos sus pesados aparejos y la poca pesca conseguida a sus moradas calle arriba, donde buena parte viven en un piso alto, como le ocurre a la familia Mocejón.[17]

- Especialmente conmovedora es la descripción de la triste vida de los pataches, en el capítulo X: la vida misérrima de sus tripulantes, la escasez de su flete y, por tanto, de su paga y, en general, su ausencia de futuro.[18] Para mayor dramatismo, al final de la novela Pereda hace perecer en la galerna al patache Joven Antoñito de Rivadeo, descrito en el mencionado capítulo X.

- Una de las pinceladas más conseguidas está en el capítulo VI, que recrea el desarrollo de un cabildo, junta o concejo presidida por el alcalde de mar, y en que se tratan y deciden, a viva voz y muchas veces al aire libre, decisiones de importancia comunitaria. Administra el cabildo un peculio formado por las contribuciones de las lanchas, cuando logra cobrarlas. Y como no siempre las cobra, hay retrasos, deudas y descubiertos y no pueden ejecutarse los acuerdos. Acuerdos como el socorro a los afectados por la leva, a los enfermos «que ni sanaban ni se morían», los términos del ajuste con el boticario, el pago de las fiestas y, en lo tocante al argumento de la novela, la ayuda a la familia que acoge a Silda, como huérfana de mareante, y que no se ha cumplido porque la deficiente asistencia de la familia acogedora (los Mocejón) no lo merece.

- De la labor de pesca en el mar no hay muchas descripciones, pero sí contamos con la de una regata cuando los del Cabildo de Abajo retan a los del Cabildo de Arriba.[19] Ganan estos últimos lo que permite a Pereda ilustrar en el entusiasmo de la victoria algunas de las expansiones de Muergo con Sotileza. Mucho más dramática es la salida a pescar de Andrés en la lancha de Reñales y la aparición de una galerna que obliga a las lachas a buscar refugio en el puerto, aunque no todas lo consiguen.[20]

## Críticas

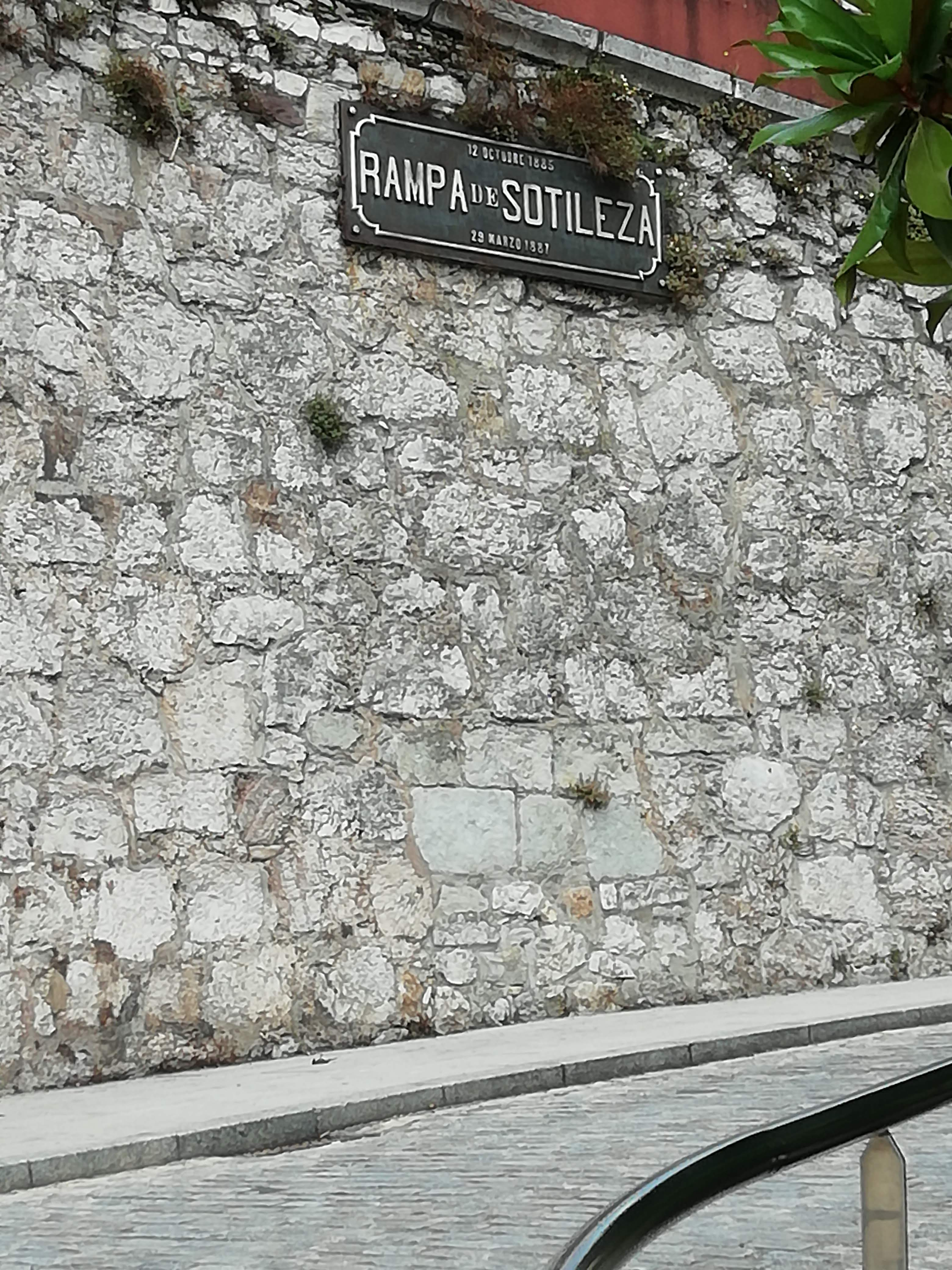
Rampa de Sotileza, en Santander, que sustituyó a las escaleras por las que se accedía a la Calle Alta desde el puerto de pescadores.

La novela fue bien recibida, especialmente en la ciudad de Santander, dedicataria de la novela, que dedicó casi inmediatamente una vía pública al personaje principal. También fue bien recibida en los ambientes literarios. Tras Menéndez Pelayo, feliz por el acierto de la novela que él mismo sugirió a Pereda, y Galdós, que solo le reprocha el defecto de no ser él quien la haya escrito, también Clarín tiene palabras muy elogiosas, considerándola como la mejor de la producción del autor hasta el momento.
Fue alabada su reconstrucción del lenguaje marinero, su descripción «impresionista» de la calle Alta y de los Cabildos y la esmerada construcción de sus personajes. En general se valoró la ausencia de obscenidades y de tendencia, aunque algunos críticos encuentran una tesis en la elección de marido de la protagonista, al ver en ella la restauración del orden establecido, a punto de ser alterado por la inexperiencia pasional de Andrés.
Pero Sotileza también ha merecido críticas negativas:
- Hay un exceso de digresiones costumbristas.[27]

- La novela está relatada desde la perspectiva de la clase media, personificada en el personaje de Andrés, un señorito, un extraño al mundo de los pescadores, cuya presencia le parece a Clarín excesiva, aun siendo necesaria para el desarrollo de la trama.[28]

- El papel de la mujer en la novela, pues llama la atención la división de roles tan marcada entre hombres y mujeres: si los hombres son los que van a pescar y arrostran los peligros del mar, las mujeres son las que venden la pesca, además de llevar la casa. Cuando Sidora no está en casa, es que está en la Pescadería, y cuando la Sargüeta y Carpia recorren las calles, es muchas veces con un cesto de sardinas en la cabeza. Pescadores y sardineras tienen roles diferenciados. Ellas sometidas a ellos, sufren sin quejarse (como Silda niña) pero muestran firmeza de resolución.

Ante esta clara delimitación de roles se ha formulado la pregunta: ¿es Sotileza una novela patriarcal? A pesar de llevar el nombre en el título y de ser el principal personaje, Sotileza se nos presenta como una novela de hombres y para hombres. No son los pensamientos de Sotileza los que importan, sino los de los hombres que son atraídos por sus cualidades (y sus silencios). El personaje de Sotileza, serio y callado como una «esfinge tebana», atrae a los hombres y hace que ellos saquen lo mejor de sí mismos para merecer su atención. Es un rasgo de Pereda que como autor masculino no indague en los pensamientos de Sotileza, en sus aspiraciones y temores, y es un motivo de intriga que Sotileza gane tanto como personaje al mostrarse callada, al no revelar sus pensamientos.
- La anacrónica importancia del honor y de la fama, como mantenedores de la distancia social, en el Santander marinero y comerciante. La novela que, en este aspecto, parece propia del siglo XVII, muy probablemente por el carácter hidalgo y tradicionalista de su autor.

Ante las insinuaciones y el cortejo de Andrés, Sotileza afirma que su honra es su único patrimonio y no la puede dilapidar por descuidos. Por otro lado, para la otra clase social, lo que hace Sotileza es tratar de enganchar a Andrés, de engatusarlo de un modo interesado.
Al final todo vuelve a su ser: Andrés se emparejará en su clase social, estropeando con ello el interés de la trama amorosa. Sotileza elegirá consorte en su medio, no sabemos si con amor pero sí con sentido del deber, de hacer lo que se espera de ella. Cualquier emborronamiento interclasista queda así conjurado. Después de todo, Pereda no trata de revolucionar nada, sino solo de describir el Santander de su juventud, nada más.
- El misterio Sotileza, que podemos resumir en la pregunta ¿de dónde saca Sotileza tan buenas cualidades?[34] En los primeros capítulos la niña Silda es verosímil y creíble, pero una vez que se hace mayor y se convierte en Sotileza, el personaje es de una perfección, de una ausencia de pretensiones, de una inasequibilidad a las tentaciones que resulta inverosímil en una moza del pueblo, en una pescadora sin estudios y casi sin modelos.

## Capítulos de la obra
Prólogo.—A mis contemporáneos de Santander que aún vivan.
I.—Crisálidas.
II.—De la Maruca á San Martín.
III.—Dónde había caído la huérfana de Mules.
IV.—Dónde la deseaban.
V.—Cómo y por qué fue recogida.
VI.—Un cabildo.
VII.—Los «marinos» de entonces.
VIII.—El armador de la Montañesa.
IX.—Los entusiasmos de Andrés.
X.—Del patache y otros particulares.
XI.—La familia de don Venancio, dos puntapiés, un botón de asa y un mote.
XII.—Mariposas.
XIII.—La órbita de Andrés.
XIV.—El diablo en escena.
XV.—El paño de lágrimas.
XVI.—Un día de pesca.
XVII.—La noche de aquel día.
XVIII.—Ir por lana...
XIX.—El perejil en la frente.
XX.—El idilio de Cleto.
XXI.—Varios asuntos y Muergo de gala.
XXII.—Los de arriba y los de abajo.
XXIII.—Las hembras de Mocejón.
XXIV.—Frutos de aquel escándalo.
XXV.—Otras consecuencias.
XXVI.—Más consecuencias.
XXVII.—Otra consecuencia que era de temerse.
XXVIII.—La más grave de todas las consecuencias.
XXIX.—En qué paró todo ello.
Apéndice.—Significación de algunas voces técnicas y locales usadas en este libro, para inteligencia de los lectores «profanos».